# Gouvernement Anders Fogh Rasmussen I
 (août 2023).
Si vous disposez d'ouvrages ou d'articles de référence ou si vous connaissez des sites web de qualité traitant du thème abordé ici, merci de compléter l'article en donnant les références utiles à sa vérifiabilité et en les liant à la section « Notes et références ».
Royaume de Danemark
N. Rasmussen IV F. Rasmussen II
Le gouvernement Anders Fogh Rasmussen I (en danois : Regeringen Anders Fogh Rasmussen I) est le gouvernement du royaume de Danemark entre le 27 novembre 2001 et le 18 février 2005, durant la soixante-quatrième législature du Folketing.

## Coalition et historique
Dirigé par le nouveau Premier ministre libéral Anders Fogh Rasmussen, ce gouvernement minoritaire est constitué d'une coalition entre le Parti libéral (V) et le Parti populaire conservateur (KF). Ensemble, ils disposent de 72 députés sur 179, soit 40,2 % des sièges du Folketing. Il bénéficie du soutien sans participation du Parti populaire danois (DF), qui dispose de 22 députés, soit 10,3 % des sièges.
Il est formé à la suite des élections législatives anticipées du 20 novembre 2001.
Il succède donc au quatrième gouvernement du Premier ministre social-démocrate Poul Nyrup Rasmussen, formé de la Social-démocratie (SD) et de la Gauche radicale (RV).

### Formation
Au cours du scrutin, le Parti libéral connaît une forte poussée et accroît d'un tiers sa représentation parlementaire, tandis que la Social-démocratie perd 20 % de ses effectifs au Folketing. Sa coalition totalise 61 élus, soit 11 de moins que le centre droit qui obtient le ralliement la droite radicale du Parti populaire. Après huit années au pouvoir, Nyrup Rasmussen cède le pouvoir à Fogh Rasmussen, qui devient le premier libéral depuis Poul Hartling à exercer la direction du gouvernement.

### Succession
Le 18 janvier 2005, le Premier ministre appelle des élections anticipées trois semaines plus tard. Les pertes légères de son parti sont compensées par les gains de ses alliés, et il peut constituer le gouvernement Anders Fogh Rasmussen II.

## Composition

### Initiale (27 novembre 2001)
| Fonction | Titulaire | Titulaire                                       | Parti |
| --- | --------- | ----------------------------------------------- | ----- |
| Premier ministre |           | Anders Fogh Rasmussen                           | V     |
| Ministre des Affaires étrangères                                                                                       |           | Per Stig Møller                                 | KF    |
| Ministre des Finances                                                                                                  |           | Thor Pedersen                                   | V     |
| Ministre de l'Intérieur et de la Santé                                                                                 |           | Lars Løkke Rasmussen                            | V     |
| Ministre de la Justice                                                                                                 |           | Lene Espersen                                   | KF    |
| Ministre de la Défense                                                                                                 |           | Svend Aage Jensby (jusqu'au 24/2004) Søren Gade | V     |
| Ministre de la Culture                                                                                                 |           | Brian Mikkelsen                                 | KF    |
| Ministre de la Fiscalité                                                                                               |           | Svend Erik Hovmand                              | V     |
| Ministre de l'Économie et du Commerce Ministre de la Coopération nordique                                              |           | Bendt Bendtsen                                  | KF    |
| Ministre des Transports                                                                                                |           | Flemming Hansen                                 | KF    |
| Ministre de l'Alimentation, de l'Agriculture et de la Pêche                                                            |           | Mariann Fischer Boel                            | V     |
| Ministre de l'Emploi                                                                                                   |           | Claus Hjort Frederiksen                         | V     |
| Ministre de la Science, de la Technologie et du Développement                                                          |           | Helge Sander                                    | V     |
| Ministre de l'Éducation                                                                                                |           | Ulla Tørnæs                                     | V     |
| Ministre des Affaires ecclésiastiques                                                                                  |           | Tove Fergo                                      | V     |
| Ministre des Affaires sociales Ministre de l'Égalité des chances                                                       |           | Henriette Kjær                                  | KF    |
| Ministre des Réfugiés, des Immigrants et de l'Intégration Ministre pour les Affaires européennes (jusqu'au 01/01/2004) |           | Bertel Haarder                                  | V     |
| Ministre de l'Environnement                                                                                            |           | Hans Christian Schmidt                          | V     |

### Remaniement du2 août 2004
- Les nouveaux ministres sont indiqués en gras, ceux ayant changé d'attributions en italique.

| Fonction                                                                                                   | Titulaire | Titulaire               | Parti |
| --- | --------- | ----------------------- | ----- |
| Premier ministre                                                                                           |           | Anders Fogh Rasmussen   | V     |
| Ministre des Affaires étrangères                                                                           |           | Per Stig Møller         | KF    |
| Ministre des Finances                                                                                      |           | Thor Pedersen           | V     |
| Ministre de l'Intérieur et de la Santé                                                                     |           | Lars Løkke Rasmussen    | V     |
| Ministre de la Justice                                                                                     |           | Lene Espersen           | KF    |
| Ministre de la Défense                                                                                     |           | Søren Gade              | V     |
| Ministre de la Culture                                                                                     |           | Brian Mikkelsen         | KF    |
| Ministre de la Fiscalité                                                                                   |           | Kristian Jensen         | V     |
| Ministre de l'Économie et du Commerce                                                                      |           | Bendt Bendtsen          | KF    |
| Ministre des Transports Ministre de la Coopération nordique                                                |           | Flemming Hansen         | KF    |
| Ministre de la Famille et de la Consommation                                                               |           | Henriette Kjær          | KF    |
| Ministre de l'Alimentation, de l'Agriculture et de la Pêche                                                |           | Hans Christian Schmidt  | V     |
| Ministre de l'Emploi                                                                                       |           | Claus Hjort Frederiksen | V     |
| Ministre de la Science, de la Technologie et du Développement                                              |           | Helge Sander            | V     |
| Ministre de l'Éducation                                                                                    |           | Ulla Tørnæs             | V     |
| Ministre des Affaires ecclésiastiques                                                                      |           | Tove Fergo              | V     |
| Ministre des Affaires sociales Ministre de l'Égalité des chances                                           |           | Eva Kjer Hansen         | V     |
| Ministre des Réfugiés, des Immigrants et de l'Intégration Ministre de la Coopération pour le développement |           | Bertel Haarder          | V     |
| Ministre de l'Environnement                                                                                |           | Connie Hedegaard        | KF    |

## Féminisation du gouvernement
Lors de sa formation, le gouvernement contient cinq femmes ministres, sur un total de vingt-et-un portefeuilles ministériels.